# Lucien Kaisin
Lucien Jean Baptiste Joseph Marie Caroline Kaisin (Floreffe, 24 juni 1874 - 15 mei 1934) was een Belgisch vastgoedontwikkelaar.

## Biografie
Kaisin komt uit een doktersfamilie. Zijn vader was burgemeester van Floreffe. 
Kaisin studeerde eind van de 19e eeuw rechten in Leuven en was daar tijdens zijn studies ook actief als amateurfotograaf. Na zijn promotie tot doctor in de rechten wordt hij advocaat aan de balie van Antwerpen, en vervolgens aan de balie van Namen. Hij lanceert zich in de immobiliën nadat hij een aanbod van koning Leopold II hem te vergezellen naar Kongo-Vrijstaat had afgewezen.
Kaisin werd de stichter-directeur van de S.A. Crédit général hypothécaire et mobilier wat hij in eind 1905-begin 1906 oprichtte. In 1924 richtte hij de S.A. Résidence Palace op. Deze werkmaatschappij werd opgestart bij de start van de bouw van de Résidence Palace, een Brussels luxueus en modern luxe-appartementcomplex voor een duizendtal bewoners. Het werd in 1927 in gebruik genomen. In 1930 begon hij aan de planning van een tweede woontoren, ditmaal aan de Notelaarstraat in Schaarbeek, met vijftien verdiepingen een van de eerste wolkenkrabbers van Brussel. De bouw van Les Pavillons français startte in 1931 en werd afgerond in 1934, het jaar van zijn overlijden op een leeftijd van 59 jaar.
Lucien Kaisin was sinds 1902 gehuwd. Hij werd weduwnaar in 1914. Het gezin had drie kinderen, een dochter en twee zonen, geboren in respectievelijk 1902, 1904 en 1906. Zijn oudste zoon, Gérard Kaisin, was samen met hem actief in zijn bouwprojecten.